# Joye Lindström
Georg (Joye) Thore Lindström, född 16 augusti 1912 i Stockholm, död 9 juni 1985 i Stockholm, var en svensk skulptör, målare och tecknare.
Lindström var från 1935 gift med Majken Astrid Valborg Håkansson. Som konstnär var han autodidakt. Separat ställde han ut på De ungas salong i Stockholm 1947, han medverkade i samlingsutställningen Unga tecknare på Nationalmuseum och i utställningar på Liljevalchs konsthall. Hans konst består av stilleben, figurer, porträtt och genreartade Stockholmsbilder, samt abstrakta interiörer i olja och kompositioner i mosaikteknik. Lindström är representerad vid Stockholms stadsmuseum. Han är begravd på Skogskyrkogården i Stockholm.

### Webbkällor
- Lindström, Georg Tore på SvenskaGravar.se